# 살어리랏다
살어리랏다는 1993년 개봉한 한국영화이다. 삼육필름에서 제작하였으며 조선시대 백정촌을 배경으로 그렸고 이덕화, 이미연, 장항선이 주연을 맡았다. 조선시대에서 가장 하층취급을 받았다는 백정이라는 신분상을 통해 신분제도가 짙었던 조선시대에서 인간 이하의 대우를 살아갔던 천민들의 생활상을 그린 것이 특징이다. 또한 이 영화를 통해 이덕화는 모스크바 영화제에서 남우주연상을 수상하였다.

## 줄거리
때는 신분제도가 엄격했던 조선시대. 한양 시구문(지금의 서울 광희문) 외곽에 위치해 있는 백정집단촌에 살고있는 만석(이덕화)은 사람의 목을 참수하는 역할을 하는 망나니이다. 이런 만석 앞에 양반집 하인(남포동)이 찾아와서 상전이 사형될 예정이라 칼등으로 쳐서 시신을 온전하게 만들어달라고 부탁한다. 그리고 그날 밤 만석 앞에 한 여인이 찾아와서 돈을 들고 찾아오니 그녀는 바로 그 양반집 여식(딸)인 숙영(이미연)이었다. 만석은 숙영을 유린, 양반들에게 맺힌 한(恨)을 풀어낸다. 숙영은 아버지의 시신을 찾으러다니다가 나졸들에게 잡혀서 종으로 팔려갔다. 지난일을 후회한 만석은 숙영을 백방으로 찾은 끝에 인신매매꾼의 집에서 숙영을 구해내고 마침내 두사람은 양반과 천민이라는 신분을 넘어 부부가 되어 아이를 갖게 된다. 아이에게만은 천민의 삶을 살게 해주지 않겠다면서 신분상승을 꿈꾸다가 숙영의 백부가 권력을 잡게되자 최대의 위기를 맞게 되고 결국 관군들의 추격을 받게 되어 숙영과 아이와 함께 도망치다가 아이를 홀로 배로 띄워보내고 숙영과 자신은 결국 관군들에 의해 죽게 된다.

## 등장인물
만석
배우 - 이덕화
이 영화의 주인공. 한양 시구문 외곽 백정촌에서 살고있으며 사람의 목을 참수하는 망나니 역할을 하고 있다. 후에 양반집 딸 숙영을 만나게 되어 그녀에게 깊은 관심을 가지게 되면서 양반과 천민이라는 신분을 넘어 부부가 되어 아이를 갖게 된다. 하지만 숙영의 백부가 신분상승을 꿈꾸는 자신을 부당하게 보면서 관군들의 추격을 받아 숙영과 함께 도망치다가 아이를 홀로 배로 띄워보내고 결국 숙영과 함께 관군들에게 살해되었다.
숙영
배우 - 이미연
이 영화의 여주인공. 양반집 딸이며 백정촌을 방문하여 망나니 만석에게 아버지의 시신을 대가로 돈을 주게 된 것을 계기로 만석과 처음 만나게 되었다. 후에 나졸들에게 붙잡혀 종으로 팔려갔다가 만석에 의해 구해졌으며 이를 계기로 천민인 만석과 부부가 되어 아이를 얻게 된다. 하지만 자신의 백부가 만석의 신분상승에 대해 부정의사를 보이며 자신과 만석을 체포하라는 지령을 내렸다는 것을 알게되면서 아이만은 살려야한다며 만석과 함께 관군들의 추격을 받으며 도망치다가 관군에 의해 살해되었다.

## 제작진
- 기획,제작 : 이상운, 윤태영
- 촬영 : 손현채
- 조명 : 차정남
- 각본,감독 : 윤삼육